# Litoria louisiadensis
A "Litoria" louisiadensis a kétéltűek (Amphibia) osztályának békák (Anura) rendjébe és a Pelodryadidae családba tartozó incertae sedis státuszú faj.

## Előfordulása
A faj Pápua Új-Guinea endemikus faja. Az ország Rossel és Tagula szigetein honos. Természetes élőhelye a szubtrópusi vagy trópusi nedves hegyvidéki erdők.